# Georges Nomarski
Georges Nomarski, né 1er juin 1919  à Nowy Targ et mort le 17 février 1997 à Antony, est l'inventeur du microscope à contraste interférentiel.

## Biographie
C'est durant ses études à l’École polytechnique de Varsovie que Georges Nomarski se passionne pour l’optique. Membre de la résistance polonaise, il est fait prisonnier en Allemagne jusqu’en 1945. Il entre ensuite à l’université de Louvain en Belgique puis à l'École supérieure d’optique (aujourd'hui Supoptique) dont il sort ingénieur diplômé en 1949, date à laquelle il rejoint les laboratoires de l'école en tant que stagiaire de recherche du Centre national de la recherche scientifique. Dès 1950, il crée le laboratoire de microscopie de l’Institut d’optique et devient directeur de recherche en 1965. Georges Nomarski a déposé un grand nombre de brevets et il est l'inventeur de perfectionnements dont certains débordent le cadre du contraste interférentiel.

## Invention: la microscopie interférentielle
Renommé au niveau international dans le milieu de l’optique, Georges Nomarski a contribué par l’invention du microscope à contraste interférentiel à l’émergence de nouvelles connaissances dans le secteur de la recherche fondamentale et appliquée. Ce nouveau système, maintenant connu sous le nom de « système Nomarski », consiste à introduire un dispositif interférentiel à l’intérieur du tube de microscope. Il permet d’observer des objets microscopiques transparents et a apporté, en supprimant le phénomène de halo, une amélioration  au contraste de phase inventé par Zernike qui obtint pour ce travail le prix Nobel en 1953. Développé d’abord en France et amélioré au fil des ans depuis 1950, le microscope à contraste interférentiel a connu un essor considérable dans les laboratoires de recherche en raison de la qualité des images obtenues, s’imposant dans de nombreux secteurs et à travers le monde entier.

## Distinctions
- prix d’Aumale de l'Institut de France en 1952
- prix Gaumont de la Société d’Encouragement pour l’Industrie Nationale en 1963
- prix de la Société de microscopie de Chicago en 1970
- le prix le plus prestigieux de la Société new-yorkaise de microscopie décerné à la mémoire d’Ernst Abbe en 1973.
- médaille d’or de la SPIE (Society of Photo-optical Instrumentation Engineers) en 1995.

## Pour approfondir